# Erdei varázslófű
Az erdei varázslófű (Circaea lutetiana) a mirtuszvirágúak (Myrtales) rendjébe és a ligetszépefélék (Onagraceae) családjába tartozó faj.
Nemzetségének a típusfaja.

## Előfordulása
Az erdei varázslófű csaknem egész Európában megtalálható. Európán kívül, ez a növényfaj még megtalálható Algériában, Tunéziában, Törökországban, a Kaukázusban és Délnyugat-Ázsiában. Magyarországon többek közt a Gödöllői-dombság területén él.

## Alfajai
- Circaea lutetiana subsp. canadensis (L.) Asch. & Magnus
- Circaea lutetiana subsp. quadrisulcata (Maxim.) Asch. & Magnus

## Megjelenése
Az erdei varázslófű 20-60 centiméter magas, évelő növény. Szára felálló, felül pelyhes szőrű. Tojás alakú vagy széles, lándzsás leveleinek válla kerek vagy kissé szíves, 7-10 centiméter hosszúak, fénytelen zöldek, fogazott szélűek, az ereken szőrösek. Fehér vagy pirosló virágai hosszú fürtben nyílnak.

## Életmódja
Az erdei varázslófű nyirkos és sziklás erdők, ligetek lakója. Nedves vagy nyirkos, tápanyagban gazdag, humuszos, kötöttebb talajokon él.
A virágzási ideje június–július között van.

## Neve
A nemzetségnév feltehetően Circére, a görög mitológia varázslónőjére utal. Valószínűleg azért nevezték el róla a növényt, mivel termései horgas szőreikkel a mellettük elhaladó élőlényekre könnyen rátapadnak.

## Képek

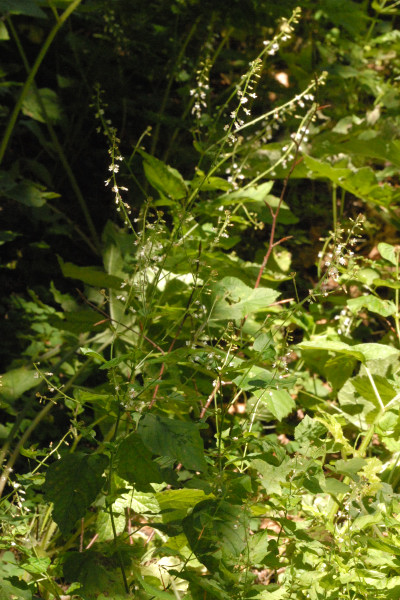
A növény
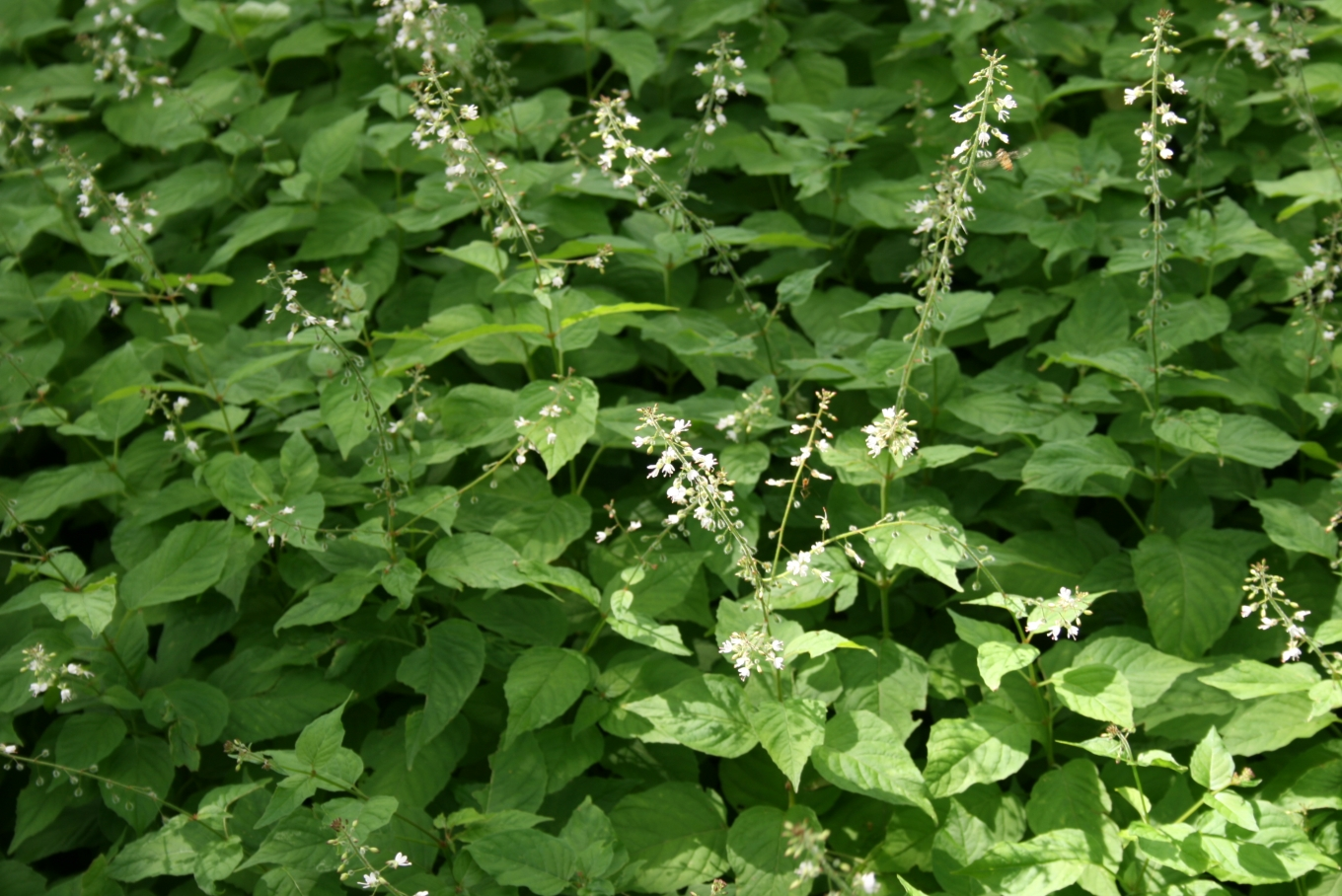
a természetes
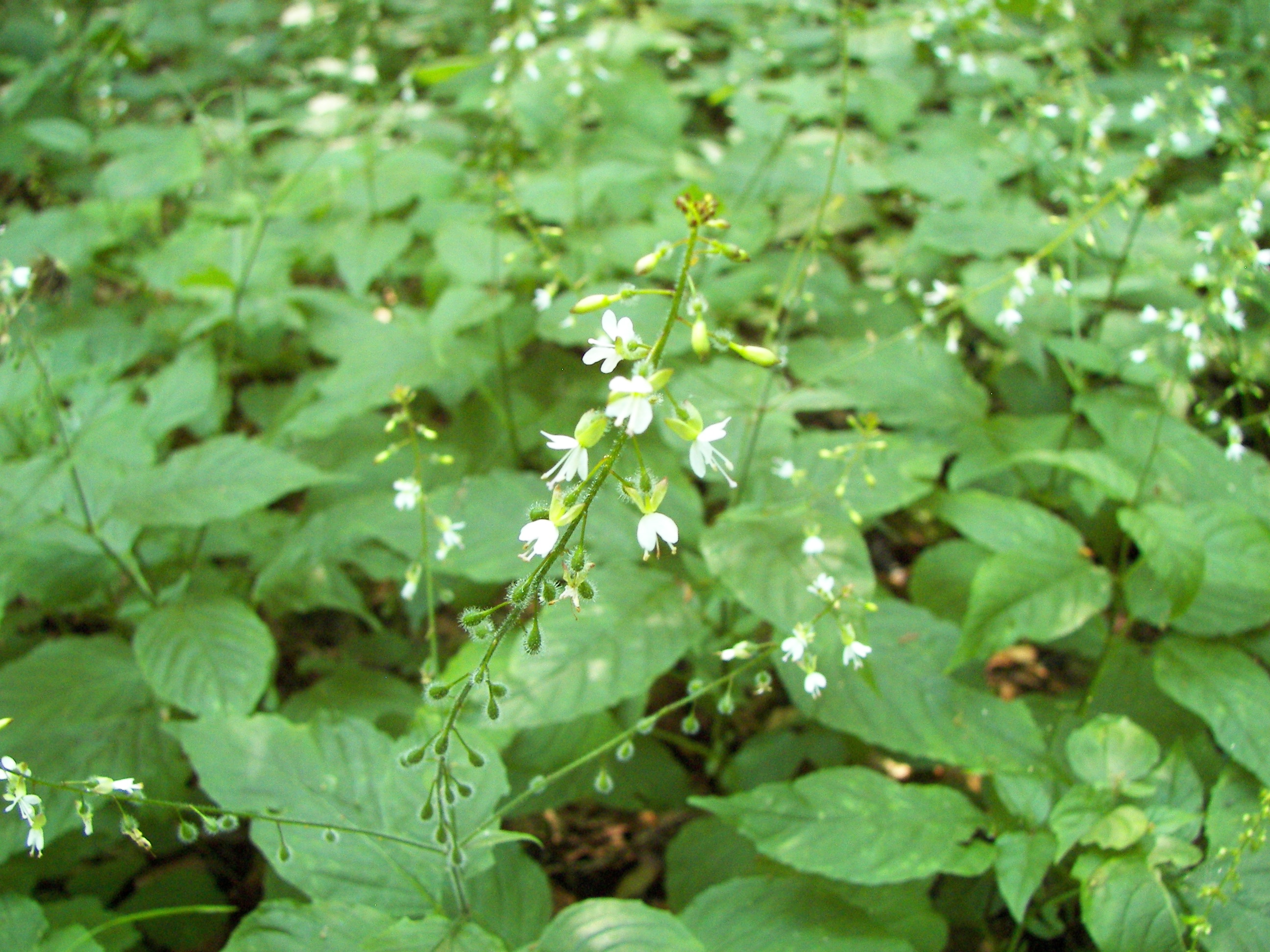
élőhelyén
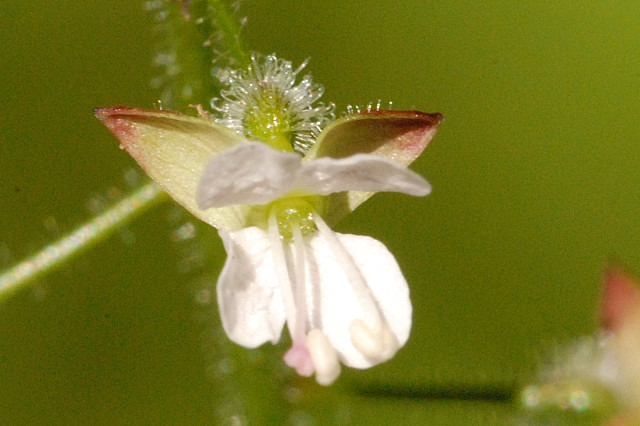
Virága
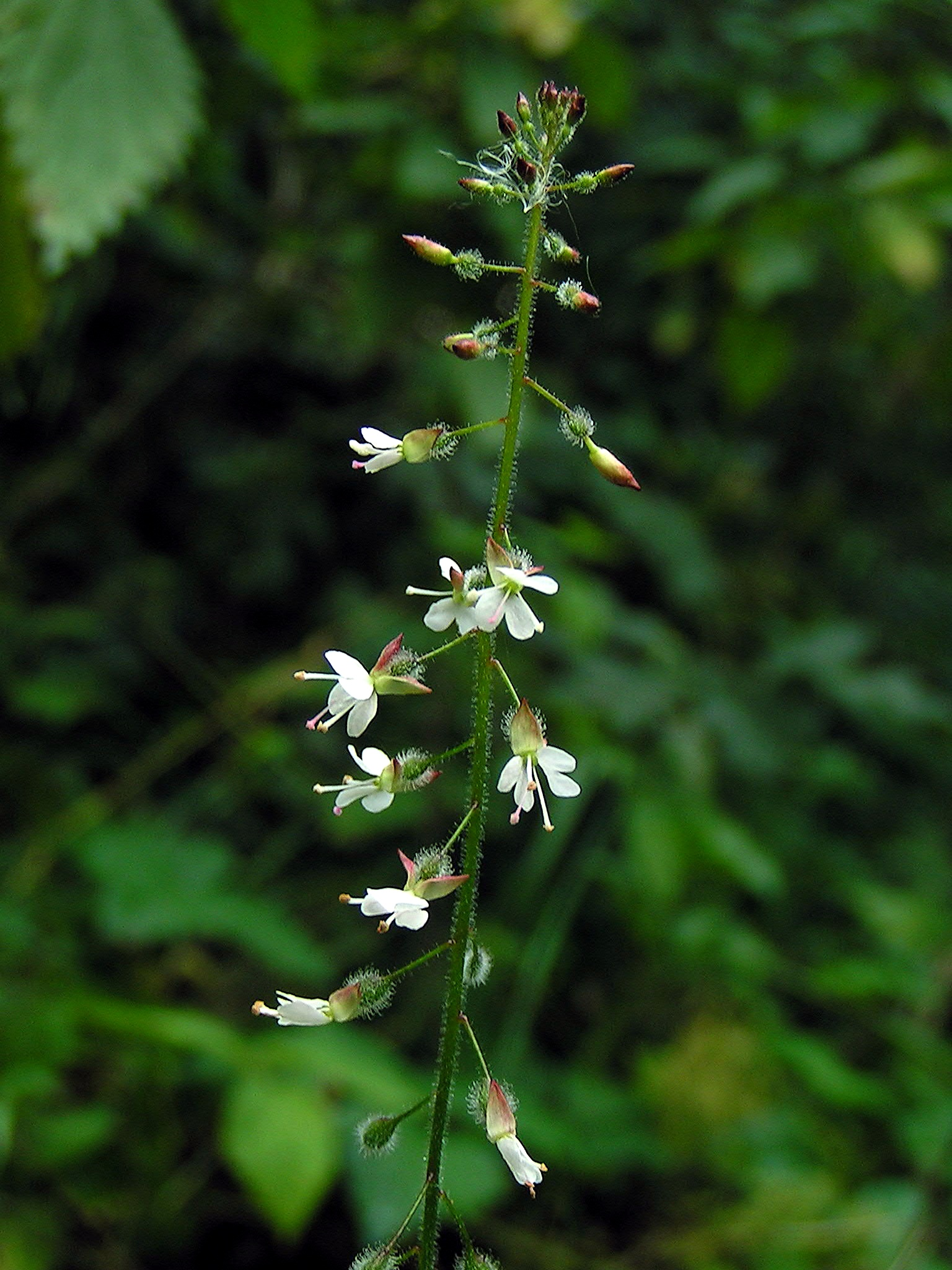
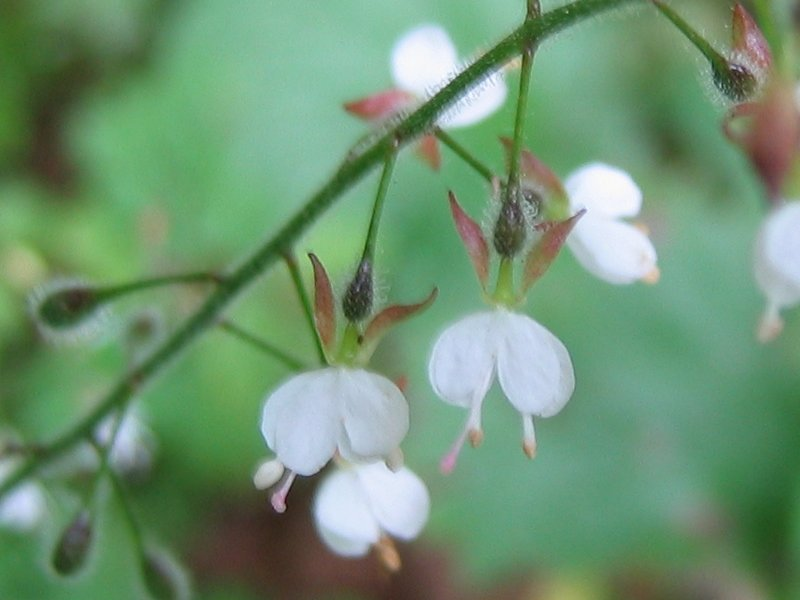
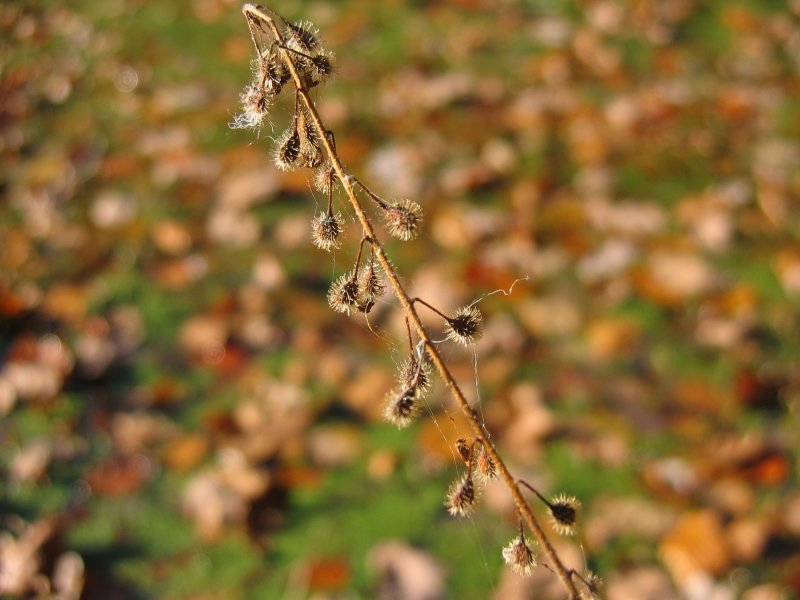
Termései
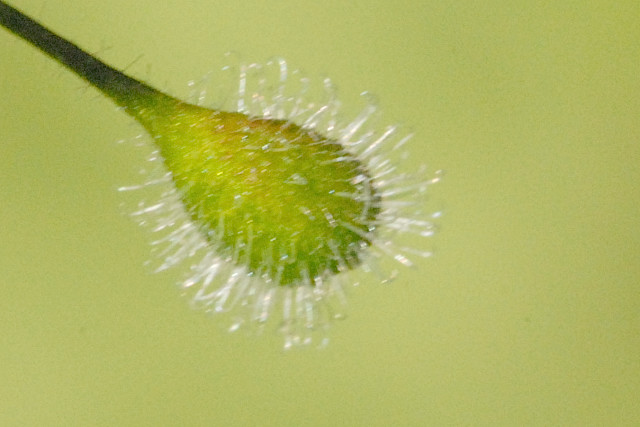
Termése közelről
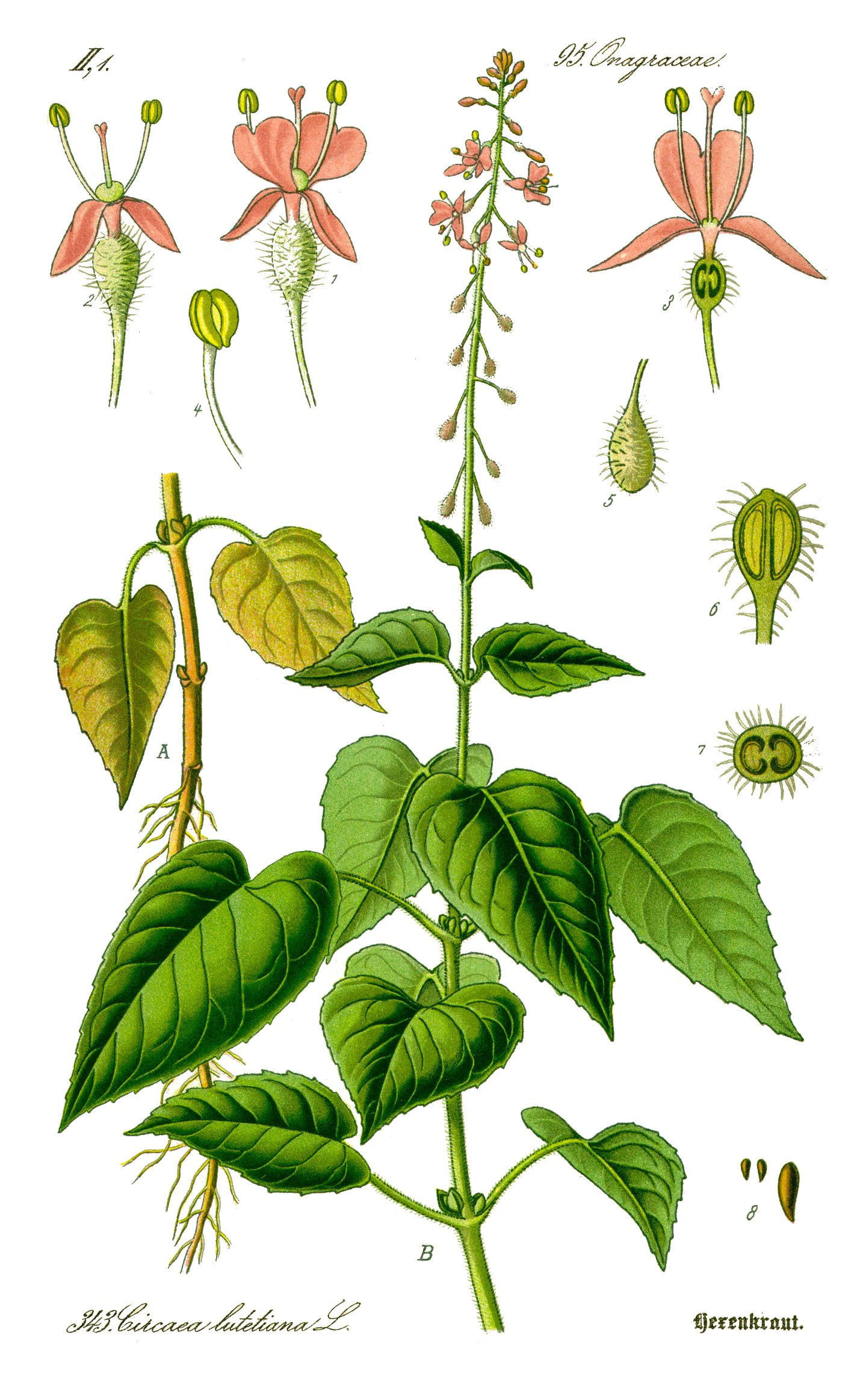
Rajzok a növényről
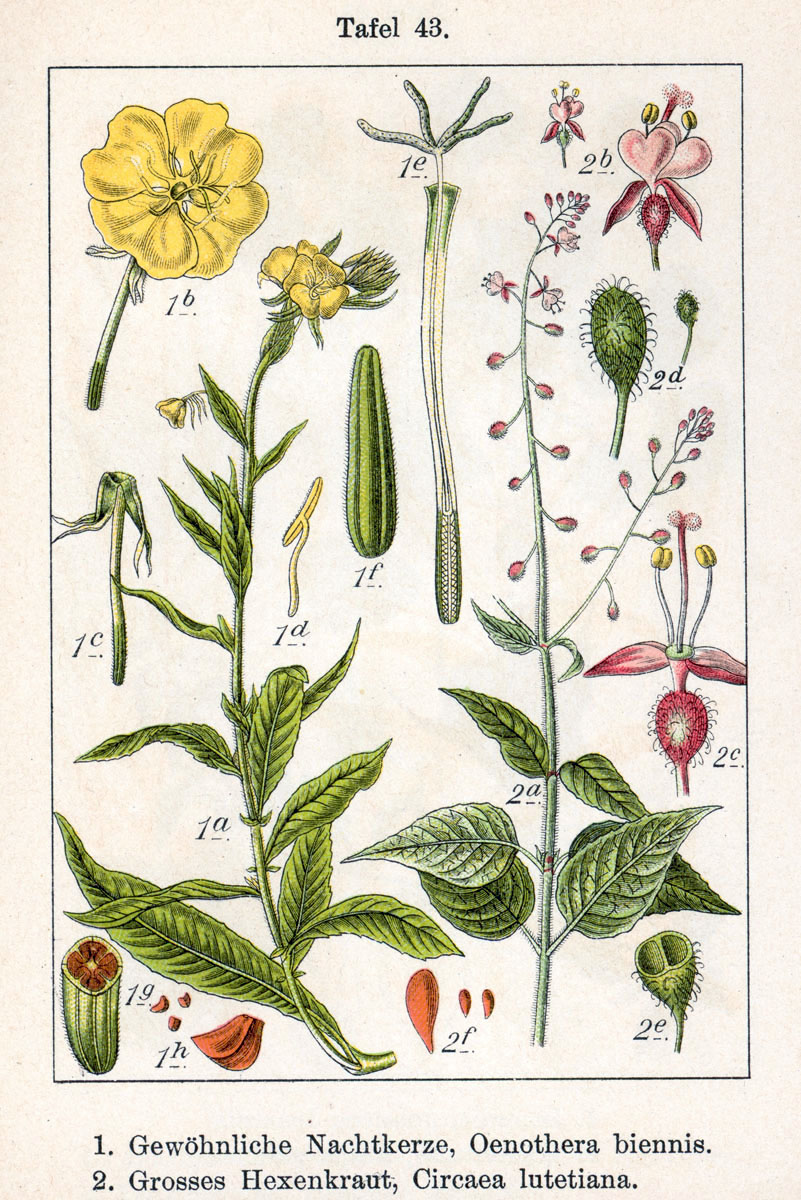